# Теннис на летних юношеских Олимпийских играх 2010
Соревнования по теннису на I летних юношеских Олимпийских играх прошли с 14 по 21 августа. 64 спортсмена из 38 стран разыграли четыре комплекта наград.

## Регламент турнира
Исходя из правил проведения турнира, утверждённых ITF, любой одиночный матч может продолжаться до трёх сетов (в случае надобности с тай-брейком в 13-м гейме каждого сета); в парных же матчах, вместо решающего сета, будет проводиться т. н. «матчевый тай-брейк» (для победы в нём нужно выиграть минимум 10 мячей, вместо обычных 7).
Особенностью парного турнира также является то, что в нём могут принимать участие не только пары из одной страны (у юношей таких дуэтов 11, а у девушек — 8).

## Обзор
Ни одна из стран участниц не смогла завоевать более одной золотой медали. Ближе всех ко второй победе была сборная Китая: Чжэн Сайсай выиграла первый сет 6-2 и вела во втором 2-1, но не смогла удержать набранный темп, уступив 11 геймов подряд проиграла матч.
Представители 5 стран и 3 частей света стали чемпионами игр. Единственный случай, когда золотую медаль выиграла не одна конкретная страна произошёл в парном турнире у юношей, где победил смешанный чехо-британский дуэт.
Двое спортсменов увезли с игр более одной медали — Яна Чепелова завоевала серебро и бронзу, а Чжэн Сайсай — золото и серебро.
Единственным разрядом, где медали достались представителям одной части света стал парный разряд среди юношей — все 6 медалей достались европейцам.
Пары, представляющие не одну страну, завоевали две медали. Помимо упоминавшегося чехо-британского дуэта, бронзовую медаль в парном разряде среди девушек взял дуэт из Венгрии и Бельгии.

## Медали

### Медалисты
| Категория                 | Золото                        | Серебро                       | Бронза                             |
| Одиночный разряд, юноши   | Хуан Себастьян Гомес Колумбия | Юки Бхамбри Индия             | Дамир Джумхур Босния и Герцеговина |
| Одиночный разряд, девушки | Дарья Гаврилова Россия        | Чжэн Сайсай Китай             | Яна Чепелова Словакия              |
| Парный разряд, юноши      | Оливер Голдинг Иржи Веселый   | Виктор Балуда Михаил Бирюков  | Филип Горанский Йозеф Ковалик      |
| Парный разряд, девушки    | Тан Хаочэнь Чжэн Сайсай       | Яна Чепелова Шанталь Шкамлова | Тимея Бабош Ан-Софи Местах         |

### Общий зачёт
| Общее количество медалей |                      |        |         |        |       |
| Поз.                     | Страна               | Золото | Серебро | Бронза | Всего |
| 1                        | Китай                | 1      | 1       | 0      | 2     |
| 1                        | Россия               | 1      | 1       | 0      | 2     |
| 3                        | Великобритания       | 1      | 0       | 0      | 1     |
| 3                        | Колумбия             | 1      | 0       | 0      | 1     |
| 3                        | Чехия                | 1      | 0       | 0      | 1     |
| 6                        | Словакия             | 0      | 1       | 2      | 3     |
| 7                        | Индия                | 0      | 1       | 0      | 1     |
| 8                        | Бельгия              | 0      | 0       | 1      | 1     |
| 8                        | Босния и Герцеговина | 0      | 0       | 1      | 1     |
| 8                        | Венгрия              | 0      | 0       | 1      | 1     |

## Спортивные объекты
Местом проведения соревнований был Kallang Tennis Centre.

## Квалификация
Каждая страна имела право заявить 2 девушек и 2 юношей, с учетом того, что в одиночном разряде каждая страна должна иметь не больше 2 спортсменов, а в парном разряде не больше 1 пары. Финальный список участников выпущен ITF 29 июня 2010.
| Критерия               | Квалификация |
| ---------------------- | --- |
| Мировой рейтинг        | 12 теннисистов квалифицируется согласно мировому юниорскому рейтингу. Каждый спортсмен, который квалифицировался на одиночные соревнования автоматически имеет право принимать участие и в парном разряде.                  |
| Финальная квалификация | 16 мест будут распределены для различных континентов и НОК исходя из юниорского рейтинга спортсменов каждого региона. Оставшиеся места будут добраны по мировому юниорскому рейтингу при условии соблюдения квот на страну. |

По следующим критериям теннисисты могут квалифицироваться на олимпийский турнир:
- Мировой юниорский рейтинг
- Присутствие квалифицировавшихся теннисистов от определённой страны
- Количество теннисистов в рейтинге ITF
- Географическое положение